# Ризокастро
Ризо́кастро (греч. Ριζόκαστρο) — район Афин, выросший вокруг средневековых афинских стен, которые сейчас сохранились на север от Акрополя. К Ризокастро иногда относят часть района Эридес.
Район назван так потому, что он находится в корне (греч. ρίζα «Риза») замка (греч. κάστρο «Кастро»).
Возможно, в древности замок служил убежищем афинян. В  Византии замок был засыпан, отремонтирован и превращен в укрепление.